# Petit pompage-turbinage
Les petites centrales hydrauliques de pompage-turbinage peuvent être construites sur des cours d’eau et au sein d’infrastructures, telles que les réseaux d’eau potable et les infrastructures pour l’enneigement artificiel. Ces centrales contribuent au stockage d'énergie décentralisé et à la production flexible d’électricité décentralisée, ce qui contribue à l’intégration décentralisée des sources d’énergie intermittentes telles que l’énergie éolienne et le photovoltaïque.

## Technologie
Les petites centrales hydrauliques, d’une capacité installée entre 1 MW et 50 MW, peuvent être construites avec des capacités de stockage. Les petites centrales à pompage-turbinage ont un réservoir supérieur et un réservoir inférieur. Les options de réservoirs suivantes peuvent être utilisées :
- Lacs artificiels (par exemple, petit barrage ou infrastructure de protection contre les crues) et lacs naturels (y compris des futurs lacs à la suite de la fonte des glaciers).
- Réservoirs au sein d’infrastructures, telles que pour l’enneigement artificiel, l’irrigation et l’eau potable. De nouvelles infrastructures sont nécessaires à la suite du changement climatique et peuvent donc être combinées avec la production d’électricité au sein d’infrastructure à buts multiples.
- Anciennes galeries (par exemple au sein de mines et d’anciennes infrastructures militaires).

Le potentiel des petites centrales hydrauliques à pompage-turbinage a été évalué dans le cas de la Suisse en prenant en compte des réservoirs existants et déjà planifiés afin de réduire les coûts d’investissement et les oppositions aux projets. La capacité installée totale des petites centrales à pompage-turbinage en service en 2011 pourrait être triplée, voire multipliée par neuf si les conditions cadres sont adaptées en conséquence.

### Sources
- (en) Cet article est partiellement ou en totalité issu de l’article de Wikipédia en anglais intitulé « Small pumped-storage hydropower » (voir la liste des auteurs).